# Alpert Awards in the Arts
Els Premis Alpert de les Arts, coneguts pel seu nom en anglès Alpert Awards in the Arts són uns premis d'art que van ser establerts el 1994 per la Fundació Herb Alpert, en col·laboració amb l'Institut de les Arts de Califòrnia (CalArts). La fundació ofereix beques 50.000 $ anuals a cinc artistes en el camp de cinema i vídeo, arts visuals, teatre, dansa i música.
| Any  | Cinema/Vídeo           | Arts Visuals           | Teatre                     | Dansa                 | Música             |
| ---- | ---------------------- | ---------------------- | -------------------------- | --------------------- | ------------------ |
| 1995 | Leslie Thornton        | Mel Chin               | Rezah Abdoh                | Ann Carlson           | James Carter       |
| 1996 | Su Friedrich           | Carrie Mae Weems       | Suzan-Lori Parks           | David Rousseve        | Anne LeBaron       |
| 1997 | Craig Baldwin          | Kerry James Marshall   | Lisa Kron                  | Victoria Marks        | Chen Yi            |
| 1998 | Jeanne C. Finley       | Roni Horn              | Danny Hoch                 | Joanna Haigood        | Pamela Z           |
| 1999 | Lourdes Portillo       | Pepon Osorio           | Brian Freeman              | Ralph Lemon           | George Lewis       |
| 2000 | Peggy Ahwesh           | Shirin Neshat          | W. David Hancock           | Mark Dendy            | Steve Coleman      |
| 2001 | Ellen Bruno            | Cai Guo-Qiang          | Erik Ehn                   | John Kelly            | Zhou Long          |
| 2002 | ®TM                    | Christian Marclay      | David Greenspan            | Lisa Nelson           | Laetitia Sonami    |
| 2003 | Coco Fusco             | Catherine Opie         | Carl Hancock Rux           | Rennie Harris         | Vijay Iyer         |
| 2004 | Renee Takima-Pena      | Catherine Sullivan     | Dan Hurlin                 | Stephan Koplowitz     | Miya Masaoka       |
| 2005 | Jem Cohen              | Harrell Fletcher       | Naomi Iizuka               | Donna Uchizono        | David Dunn         |
| 2006 | Bill Morrison          | Jim Hodges             | Daniel Alexander Jones     | Sarah Michelson       | Lawrence D. Morris |
| 2007 | Jacqueline Goss        | Walid Raad             | Cynthia Hopkins            | Jeanine Durning       | Mark Feldman       |
| 2008 | Bruce McClure          | Bryon Kim              | Lisa D'Amour               | Pat Graney            | Derek Bermal       |
| 2009 | Paul Chan              | Paul Pfeiffer          | Rinde Eckert               | Reggie Wilson         | John King          |
| 2010 | Jim Trainor            | Rachel Harrison        | Bill Talen                 | Susan Rethorst        | Lukas Ligeti       |
| 2011 | Natalia Almada         | Emily Jacir            | Marc Bamuthi Joseph        | Jess Curtis           | Nicole Mitchell    |
| 2012 | Kevin Everson          | Michael Smith          | Eisa Davis                 | Nora Chipaumire       | Myra Melford       |
| 2013 | Lucien Castaing-Taylor | Sharon Hayes           | Pavol Liska & Kelly Copper | Julia Rhoads          | Alex Mincek        |
| 2014 | Deborah Stratman       | Daniel Joseph Martinez | Annie Dorsen               | Michelle Dorrance     | Matana Roberts     |
| 2015 | Sharon Lockhart        | Tania Bruguera         | Taylor Mac                 | Maria Hassabi         | Julia Wolfe        |
| 2016 | Cauleen Smith          | Simone Leigh           | Anne Washburn              | Ishmael Houston-Jones | Dohee Lee          |
| 2017 | Kerry Tribe            | Amy Franceschini       | Daniel Fish                | Luciana Achugar       | Eve Beglarian      |